# CIIRC RP95-3D
CIIRC RP95-3D je respirátor se stupněm bezpečnosti FFP3 od CIIRC ČVUT vyvinutý pro boj s koronavirovou pandemií v Česku na začátku roku 2020.

## Historie
V době začátků pandemie covidu-19 byl v Česku akutní nedostatek roušek a respirátorů v celé české společnosti, nejvíce chyběly pro nejvíce exponované osoby, tj. zdravotnický personál, hasiče, policisty, prodavače, atd. Lidé v celém Česku tak začali šít roušky doma svépomocí.
V této krizové situaci se rozhodl tým výzkumníků z CIIRC ČVUT zapojených do evropského centra RICAIP vytvořit co nejrychleji kompletní profesionální masku, která bude vyhovovat přísným normám. Vývoj, který normálně trvá měsíce, urychlili výzkumníci na 7 dnů. Na vývoji spolupracovala i řada externích spolupracovníků, například tým Františka Macha z Fakulty elektrotechnické Západočeské univerzity v Plzni. Už 20. března 2020 získal výzkumný tým pro svou polomasku certifikaci na nejpřísnější bezpečnostní stupeň FFP3. Certifikaci pomohla urychlit vládní agentura Czechinvest. Probíhala díky doporučení Evropské komise číslo 2020/403 a nouzovému stavu ve zrychleném řízení na půdě Výzkumného ústavu bezpečnosti práce v Praze a kvůli zkrácenému řízení měla jen omezenou platnost na 3 měsíce a území České republiky. V plánu je i plná certifikace pro celou EU uznávaná i v USA, navíc vývoj stále pokračuje, takže za 3 měsíce může být výrobek předložený k certifikaci ještě vyspělejší.
Hned v pondělí 23. března 2020 podepsal ministr zdravotnictví Adam Vojtěch memorandum o spolupráci s ČVUT a startupem ČVUT Trix Connection za koordinace vládní agenturou Czechinvest. Cílem ministerstva bylo co nejrychleji a co největším počtem zásobit především nemocnice a nejohroženější pracovníky v terénu. Subjekty spolupracující na této zakázce se zapojily na dobrovolné bázi a ministerstvo hradilo pouze materiál pro 3D tisk. Zapojily se například firmy Škoda Auto, 3D Tech, 3Dees Industries a další. Česká firma Sigma Group dodala filtry.
Dalším stupněm vývoje je umožnit výrobu nejen 3D tiskem, ale také vstřikováním plastů, což by zvýšilo výrobní kapacity ze stovek na až deset tisíc denně. Masku nelze vyrábět na domácích 3D tiskárnách, ale pouze na tiskárnách s technologií MJF.

## Vlastnosti
Jedná se o ochrannou polomasku s certifikací na nejvyšší stupeň bezpečnosti FFP3 dle EN 140:1999. Polomaska vydrží prakticky neomezeně dlouhou dobu a může ji při dezinfekci a výměně filtru sdílet více lidí. Je vhodná i pro zdravotníky, kteří pracují přímo s nakaženými. Je tedy vhodná pro směnný provoz v nemocnici. Vyráběna je technologií MJF, běžné domácí 3D tiskárny ji nevyrobí. V plánu je výroba i vstřikolisem.